# Surrey-Tynehead (circonscription britanno-colombienne)
Pour les articles homonymes, voir Surrey et Tynehead.
Circonscription électorale provinciale du Canada
Surrey-Tynehead est une ancienne circonscription provinciale de la Colombie-Britannique représentée à l'Assemblée législative de la Colombie-Britannique de 2001 à 2017.

## Géographie
La circonscription représentait une partie de la ville de Surrey et le district régional du Grand Vancouver.

## Liste des députés
| Législature                                                                                 | Années                                                                                      | Député                                                                                      | Député                                                                                      | Parti                                                                                       |
| Surrey-Tynehead Circonscription issue de Surrey-Cloverdale, Surrey-Green Timbers et Whalley | Surrey-Tynehead Circonscription issue de Surrey-Cloverdale, Surrey-Green Timbers et Whalley | Surrey-Tynehead Circonscription issue de Surrey-Cloverdale, Surrey-Green Timbers et Whalley | Surrey-Tynehead Circonscription issue de Surrey-Cloverdale, Surrey-Green Timbers et Whalley | Surrey-Tynehead Circonscription issue de Surrey-Cloverdale, Surrey-Green Timbers et Whalley |
| ------------------------------------------------------------------------------------------- | ------------------------------------------------------------------------------------------- | ------------------------------------------------------------------------------------------- | ------------------------------------------------------------------------------------------- | ------------------------------------------------------------------------------------------- |
| 37e                                                                                         | 2001–2005                                                                                   |                                                                                             | Dave Hayer                                                                                  | Libéral                                                                                     |
| 38e                                                                                         | 2005–2009                                                                                   |                                                                                             | Dave Hayer                                                                                  | Libéral                                                                                     |
| 39e                                                                                         | 2009–2013                                                                                   |                                                                                             | Dave Hayer                                                                                  | Libéral                                                                                     |
| 40e                                                                                         | 2013–2017                                                                                   |                                                                                             | Amrik Virk                                                                                  | Libéral                                                                                     |
| Circonscription abolie, voir Surrey-Cloverdale, Surrey-Guilford et Surrey-Fleetwood         |                                                                                             |                                                                                             |                                                                                             |                                                                                             |